# 24-Stunden-Rennen auf dem Nürburgring 2019

Aktuelle Streckenführung für das 24-Stunden-Rennen

Das 24-Stunden-Rennen auf dem Nürburgring 2019 war die 47. Auflage des 24-Stunden-Rennens auf dem Nürburgring. Es fand vom 20. bis zum 23. Juni statt.

## Ergebnis
| Platz | Nr. | Klasse | Team                           | Fahrer                                                                | Fahrzeug              | Runden |
| ----- | --- | ------ | ------------------------------ | --------------------------------------------------------------------- | --------------------- | ------ |
| 1     | 004 | SP 9   | Audi Sport Team Phoenix        | Pierre Kaffer/Frank Stippler/Frédéric Vervisch/Dries Vanthoor         | Audi R8 LMS GT3       | 157    |
| 2 1   | 003 | SP 9   | Mercedes-AMG Team Black Falcon | Maximilian Buhk/Hubert Haupt/Thomas Jäger/Luca Stolz                  | Mercedes-AMG GT3      | 156    |
| 3     | 014 | SP 9   | Audi Sport Team Car Collection | Markus Winkelhock/Christopher Haase/Marcel Fässler/René Rast          | Audi R8 LMS           | 156    |
| 4     | 012 | SP 9   | Manthey-Racing                 | Otto Klohs/Lars Kern/Dennis Olsen/Matteo Cairoli                      | Porsche 911 GT3 R     | 155    |
| 5     | 033 | SP 9   | FALKEN Motorsports             | Peter Dumbreck/Stef Dusseldorp/Alexandre Imperatori/Jens Klingmann    | BMW M6 GT3            | 155    |
| 6     | 018 | SP 9   | GetSpeed Performance           | Fabian Vettel/Philip Ellis/Luca Ludwig/Jules Szymkowiak               | Mercedes-AMG GT3      | 155    |
| 7     | 005 | SP 9   | PHOENIX RACING                 | Jeroen Bleekemolen/Vincent Kolb/Kim-Luis Schramm/Frank Stippler       | Audi R8 LMS GT3       | 154    |
| 8     | 705 | SP X   | Scuderia Cameron Glickenhaus   | Thomas Mutsch/Felipe Fernández Laser/Franck Mailleux/Andreas Simonsen | SCG003C               | 154    |
| 9     | 045 | SP 9   | Kondo Racing                   | Tom Coronel/Takaboshi Mitsunori/Tomonobu Fujii/Tsugio Matsuda         | Nissan GT-R Nismo GT3 | 154    |
| 10    | 011 | SP 9   | Wochenspiegel Team Monschau    | Daniel Keilwitz/Oliver Kainz/Jochen Krumbach/Alexander Mattschull     | Ferrari 488 GT3       | 153    |